# あべこべ男子の待つ部屋で
『あべこべ男子の待つ部屋で』（あべこべだんしのまつへやで）は、日本テレビにて2024年5月4日から9月28日まで放送されていたバラエティ番組。
MCは佐藤勝利（timelesz）と田中樹（SixTONES）。

## 概要
好きなもの、キャラクター、休みの過ごし方、デビューまでかかった年数など、全てが真逆（あべこべ）な佐藤勝利（timelesz）と田中樹（SixTONES）が、「友達が少ない」という唯一の共通点の下、二人で協力しながら、ゲストをもてなしていくトークバラエティ番組。「友達が多い」おぎやはぎが収録後、二人にアドバイスを送るのが特徴である。

## 出演
- 佐藤勝利（timelesz）
- 田中樹（SixTONES）
- おぎやはぎ（小木博明・矢作兼）

## 放送リスト

### 2024年5月4日 - 2024年9月28日 （土曜14:30 - 15:00）
| 放送回 | 放送日       | ゲスト                 | 備考 |
| ------ | ------------ | ---------------------- | ---- |
| 1      | 2024年5月4日 | 坂上忍                 |      |
| 2      | 5月11日      | 友近                   |      |
| 3      | 5月18日      | ヒコロヒー             |      |
| 4      | 6月1日       | 間宮祥太朗             |      |
| 5      | 6月15日      | 石原良純               |      |
| 6      | 7月6日       | あの                   |      |
| 7      | 7月13日      | さらば青春の光         |      |
| 8      | 7月20日      | ホラン千秋             |      |
| 9      | 7月27日      | 伊沢拓司               |      |
| 10     | 8月3日       | 上田竜也（KAT-TUN）    |      |
| 11     | 8月10日      | 紅しょうが             |      |
| 12     | 8月17日      | ファーストサマーウイカ |      |
| 13     | 8月24日      | 山里亮太               |      |
| 14     | 8月31日      | 尾形貴弘（パンサー）   |      |
| 15     | 9月7日       | 神田愛花               |      |
| 16     | 9月14日      | 河合郁人               |      |
| 17     | 9月21日      | 間宮祥太朗             |      |
| 最終回 | 9月28日      | 間宮祥太朗             |      |

## スタッフ

### 現在のスタッフ
- ナレーション：河出奈都美（日本テレビアナウンサー）
- 作家：鈴木工務店　渡辺陽介
- TM：矢込宏敬
- SW：早川智晃
- CAM：岩永雄允
- VE：北岡大輔
- MIX：村瀬脩一
- 照明：千葉雄
- 美術プロデューサー：高野泰人　中村允
- 美術デザイナー：北原龍一
- 大道具：才原裕二
- 小道具：米山幸市
- 特効：星野伸
- 編集：鷺坂成己
- MA：高橋誠
- 音効：本間孝男
- タイトルCG：磯部秀将
- 企画協力：佐野裕一
- デスク：保坂淳子
- ディレクター：家根谷俊貴　黒木初美　児玉彩　竹内愛雅　中野郁奈／水谷莉奈　櫻井絵里香　奥村乃愛　児玉翼
- プロデューサー：梶本眞子　丹羽理沙子／宮崎順平　橋本直美　藤沼明子
- 演出：徳永清孝
- 制作：植野浩之（以前は「企画・プロデュース」）
- 制作協力：ヴィレッジ　Salvage
- 制作著作：「あべこべ男子の待つ部屋で」製作委員会

### 過去のスタッフ
- 制作：道坂忠久